# Fajsz (dorp)
Fajsz is een plaats (község) en gemeente in het Hongaarse comitaat Bács-Kiskun. Fajsz telt 1959 inwoners (2005).

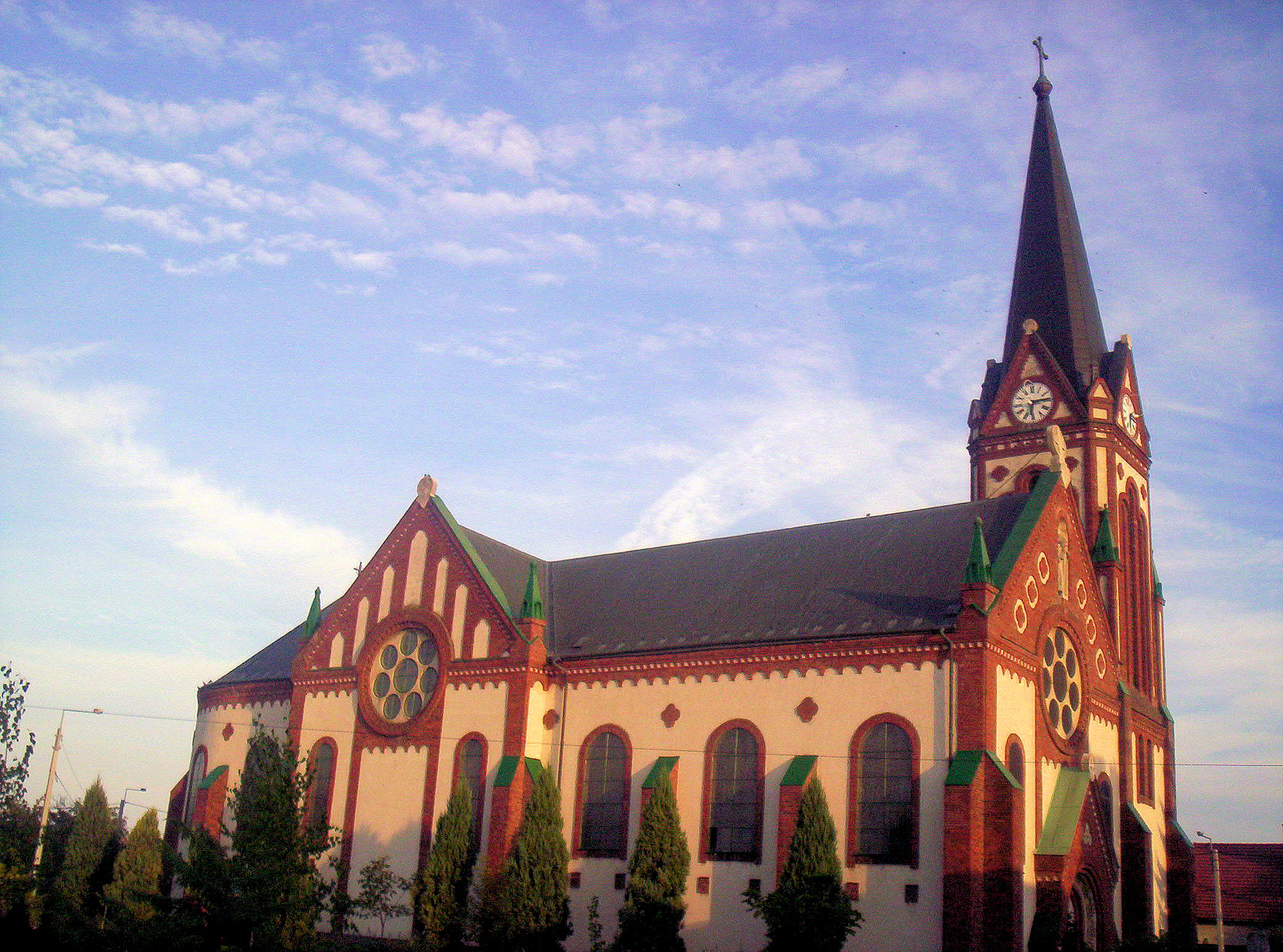
Kerk
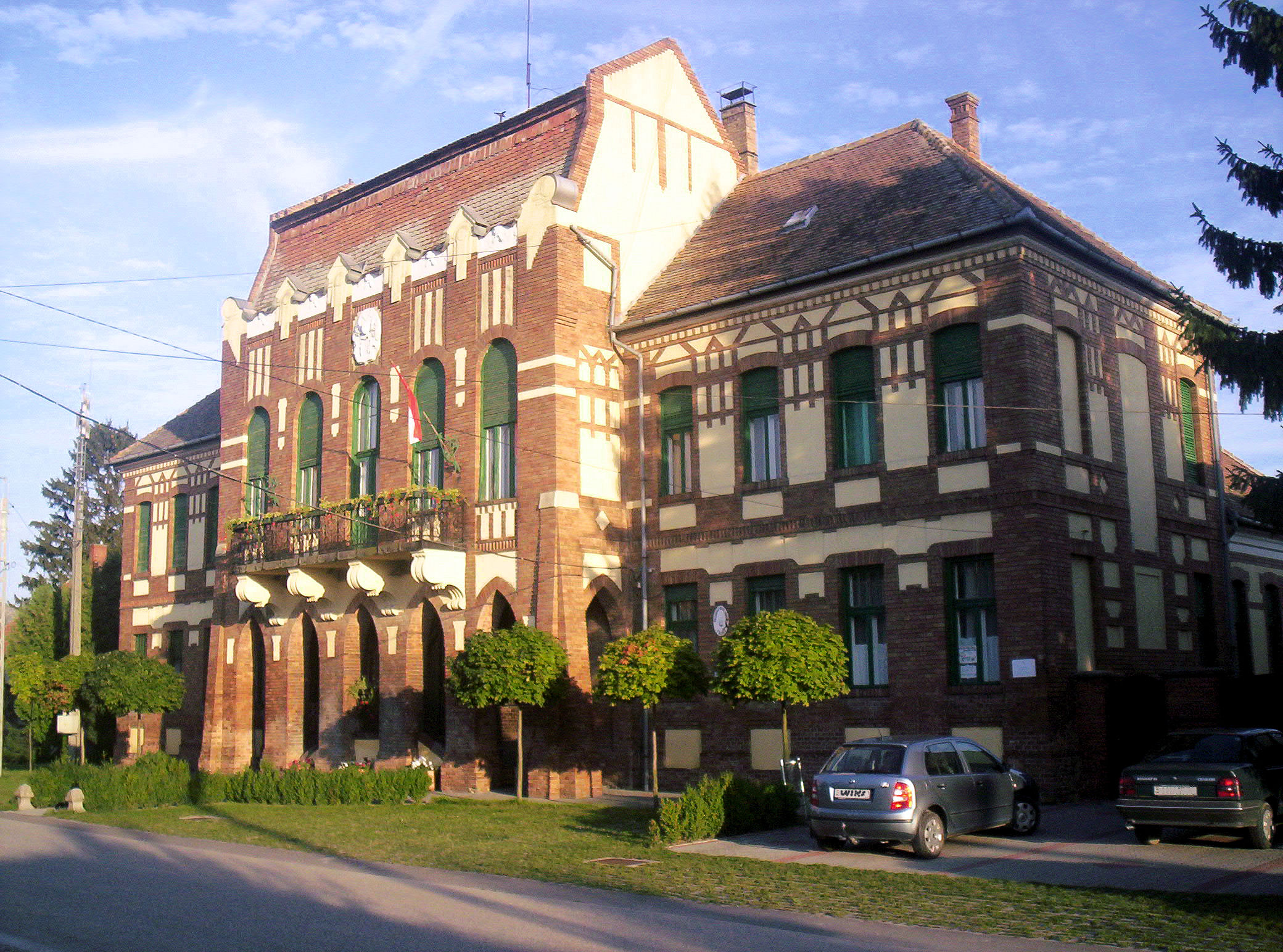
Gemeentehuis